# Шънси
Шънси (на мандарински:陕西省; пинин: Shǎnxī) e провинция в централната част на Китай. Административен център и най-голям град в провинцията е град Сиан. Площта ѝ е 205 624 км2. По приблизителна оценка за 2017 г. населението на провинцията е 38 354 000 жители.